# Tovstodubove, Hluhiv
Tovstodubove (în ucraineană Товстодубове) este un sat în comuna Bacivsk din raionul Hluhiv, regiunea Sumî, Ucraina.

## Demografie
Componența lingvistică a localității Tovstodubove
     Ucraineană (97,74%)
     Rusă (2,26%)
Conform recensământului din 2001, majoritatea populației localității Tovstodubove era vorbitoare de ucraineană (97,74%), existând în minoritate și vorbitori de rusă (2,26%).